# فرانك فيلتشير
فرانك فيلتشير (17 مايو 1988 ببولاخ في سويسرا - ) هو مدرب كرة قدم ولاعب كرة قدم سويسري في مركز الوسط. شارك مع منتخب سويسرا تحت 21 سنة لكرة القدم ومنتخب فنزويلا لكرة القدم. أما مع النوادي، فقد لعب مع أيل ليماسول ونادي آراو ونادي بيلينزونا ونادي غراسهوبر زيوريخ ونادي ليتشي.

## وصلات خارجية
- فرانك فيلتشير على موقع الاتحاد الدولي (مؤرشف)  (الإنجليزية)
- فرانك فيلتشير على موقع قاعدة بيانات كرة القدم.إي يو (الإنجليزية)
- فرانك فيلتشير على موقع ناشيونال فوتبول تيمز (الإنجليزية)
- فرانك فيلتشير على موقع Soccerway.com (الإنجليزية)
- فرانك فيلتشير على موقع عالم كرة القدم.نت (الإنجليزية)